# Notophthiracarus planus
Notophthiracarus planus är en kvalsterart som först beskrevs av Sandór Mahunka 1985.  Notophthiracarus planus ingår i släktet Notophthiracarus och familjen Phthiracaridae. Inga underarter finns listade i Catalogue of Life.